# Брёкер, Виллем
Виллем Брёкер (нидерл. Willem Breuker, 4 ноября 1944, Амстердам, Нидерланды — 23 июля 2010, там же) — нидерландский джазовый сопрано-саксофонист, кларнетист, композитор и продюсер. Наряду с Петером Брётцманом, Александром фон Шлиппенбахом и другими, один из ведущих европейских исполнителей авангардного джаза и фри-джаза.

## Ранние годы
Виллем Брёкер с детства мечтал стать пианистом и композитором, однако фортепиано в послевоенной Европе было весьма дорогостоящим приобретением, поэтому будущему музыканту удалось раздобыть только кларнет. На этом инструменте, а также на блок-флейте, Брёкер играл в различных любительских ансамблях. В музыкальную школу Виллема не приняли из-за «отсутствия таланта», поэтому все инструменты (включая бас-кларнет, который ему вручили в оркестре, как единственному согласившемуся играть на нём) он осваивал самостоятельно. Для участия в уличных маршах музыкант получил тенор-саксофон. В то время он уже купил альт-саксофон, а свой кларнет выменял на сопрано-саксофон. Виллем слушал много различной музыки и в то время уже сочинял её на старом фортепиано, но тяготел к импровизации.

## Профессиональная карьера
В 1967 году Брёкер совместно с Мишей Менгельбергом и Ханом Беннинком организовали Instant Composers Pool — коллектив, сочетавший в своём творчестве авангардный джаз и театральные постановки комического характера. Вскоре был основан независимый лейбл с тем же названием. Этот лейбл оказался не последним собственным звукозаписывающим предприятием в карьере Брёкера: в 1974 году он основал компанию BVHaast Records.
Параллельно с Instant Composers Pool Брёкер и Беннинк работали над дуэтом New Acoustic Swing Duo, и вскоре под маркой ICP увидел свет одноимённый альбом, который был переиздан в 1984 году. В конце 1960-х годов Брёкер также играл с Globe Unity Orchestra Александра фон Шлиппенбаха.
В Instant Composers Pool Брёкер участвовал до 1973 года. В следующем году он основал свой наиболее долгоиграющий проект — Willem Breuker Kollektief. Направленность творчества осталась примерно той же — сочетание джазовых импровизаций с эксцентричностью, театрально-музыкальной иронией, пародийностью, обилием цитат из классических произведений академической музыки и традиционного джаза. Постановочные шоу и юмор позволили ансамблю давать концерты для детей. Что касается музыкальной ткани творчества WBK, то в неё также вплетались элементы различных популярных жанров — цирковой музыки, маршей, латиноамериканских мелодий; современные ансамблевые риффы сочетались с неожиданными ритмическими смещениями. Одним из наиболее оригинальных экспериментов Брёкера стала композиция для трёх шарманок и 19 мандолин. Большую часть своего существования коллектив состоял из десяти участников. Дискография Willem Breuker Kollektief насчитывает более тридцати альбомов. Помимо всего прочего, группой были записаны трибьюты Эннио Морриконе, Курта Вайля, Джорджа Гершвина и других. В 1999 году, к 25-летию ансамбля, на BVHaast вышла книга «Willem Breuker Kollektief: Celebrating 25 Years on the Road», включавшая два CD.
Виллем Брёкер также известен, как обладатель большой коллекции музыки и различных документов Курта Вайля. В 1997 году музыкант выступил в качестве продюсера 48-часового 12-серийного цикла документальных радиопередач «Componist Kurt Weill». Кроме того, он написал музыку для нескольких нидерландских фильмов (что тоже нашло своеобразное отражение в творчестве Willem Breuker Kollektief), в числе которых картина Йоса Стеллинга «Иллюзионист». В течение более чем сорока лет Брёкер организовал множество фестивалей, начиная с амстердамского Klap op de Vuurpijl 1977 года.
В 1998 году Виллем Брёкер стал рыцарем Ордена Нидерландского льва. Музыкант скончался 23 июля 2010 года в Амстердаме от рака лёгких.
Не знаю, сделал ли я музыкальную карьеру, это очень долгая и запутанная история, но, сколько я себя помню, музыка всегда была главным, что волновало меня.Виллем Брёкер

## Дискография

### Instant Composers Pool
- Groupcomposing (ICP, 1971)
- Instant Composer’s Pool (ICP, 1971)

### Willem Breuker Kollektief
- The European Scene [live] (MPS Records, 1975)
- Live in Berlin (Free Music Production, 1975)
- Getrommel in de Nacht/Tambours dans la Nuit (BVHaast Records, 1976)
- On Tour [live] (BVHaast Records, 1977)
- Summer Music (Marge, 1978)
- A Paris (EPM Records, 1978)
- …Superstars [live] (Free Music Production, 1978)
- Doodzonde: een film van Rene van Nie (BVHaast Records, 1979)
- WBK’79 (BVHaast Records, 1980)
- In Holland (BVHaast Records, 1982)
- Rhapsody in Blue [live] (BVHaast Records, 1982)
- De Illusionist (BVHaast Records, 1983)
- Willem Breuker Kollektief (About Time Records, 1983)
- Driebergen-Zeist (BVHaast Records, 1983)
- De Bedevaart & Kkkomediant (BVHaast Records, 1985)
- Klap op de Vuurpijl [live] (BVHaast Records, 1985)
- To Remain [Import] (BVHaast Records, 1985)
- Sendai Sjors + Sendai Sjimmie [live] (jazz + NOW, 1987)
- Bob’s Gallery (BVHaast Records, 1988)
- Gershwin (BVHaast Records, 1988)
- Metropolis (BVHaast Records, 1989)
- Baal Brecht Breuker Handke (BVHaast Records, 1990)
- Heibel [live] (BVHaast Records, 1990)
- Bertold Brecht/Herman Heijermans (BVHaast Records, 1991)
- Kkkomediant (BVHaast Records, 1992)
- De Onderste Steen (Entr’acte, 1992)
- This Way, Ladies! (Deze Kant Op, Dames!) (BVHaast Records, 1993)
- Kees de Jongen (Clarison Records, 1994)
- The Willem Breuker Kollektief Live at Music Festival (MPS Records, 1995)
- Sensemaya (BVHaast Records, 1995)
- Willem Breuker Kollektief Meets Djazzex [live] (BVHaast Records, 1995)
- Pakkepapèn (BVHaast Records, 1997)
- Uberstunden (Overtime) [live] (NM Classics, 1999)
- Psalm 122 (BVHaast Records, 1999)
- Parade (BVHaast Records, 1999)
- Hunger! (BVHaast Records, 2000)
- Misery (BVHaast Records, 2002)
- Thirst! (BVHaast Records, 2003)
- 25 Jaar Nieuwe Muziek in Zeeland (25 Years of New Music in Holland) [live] (BVHaast Records, 2003)
- Lunch Concert (BVHaast Records, 2003)
- With Strings Attached (BVHaast Records, 2003)
- Deadly Sin (BVHaast Records, 2004)
- Twice a Woman (BVHaast Records, 2004)
- The Eindhoven String Octets (BVHaast Records, 2005)